# Metasphaeria trichostoma
Metasphaeria trichostoma är en svampart som först beskrevs av Giovanni Passerini, och fick sitt nu gällande namn av Pier Andrea Saccardo 1883. Metasphaeria trichostoma ingår i släktet Metasphaeria och familjen Dothioraceae.   Inga underarter finns listade i Catalogue of Life.